# Actinidia chinensis
Actinidia chinensis es una planta enredadera frutal originaria de China. Sus bayas se producen y comercializan internacionalmente como kiwis, pues está estrechamente relacionada con la especie Actinidia deliciosa. El color del fruto varía de verde a verde lima o amarillo, dependiendo de la cepa. Mediante un proceso de selección de A. chinensis, Zespri desarrolló el kiwi amarillo. La planta también posee otros usos, como el uso medicinal. Su principal polinizador es la abeja.

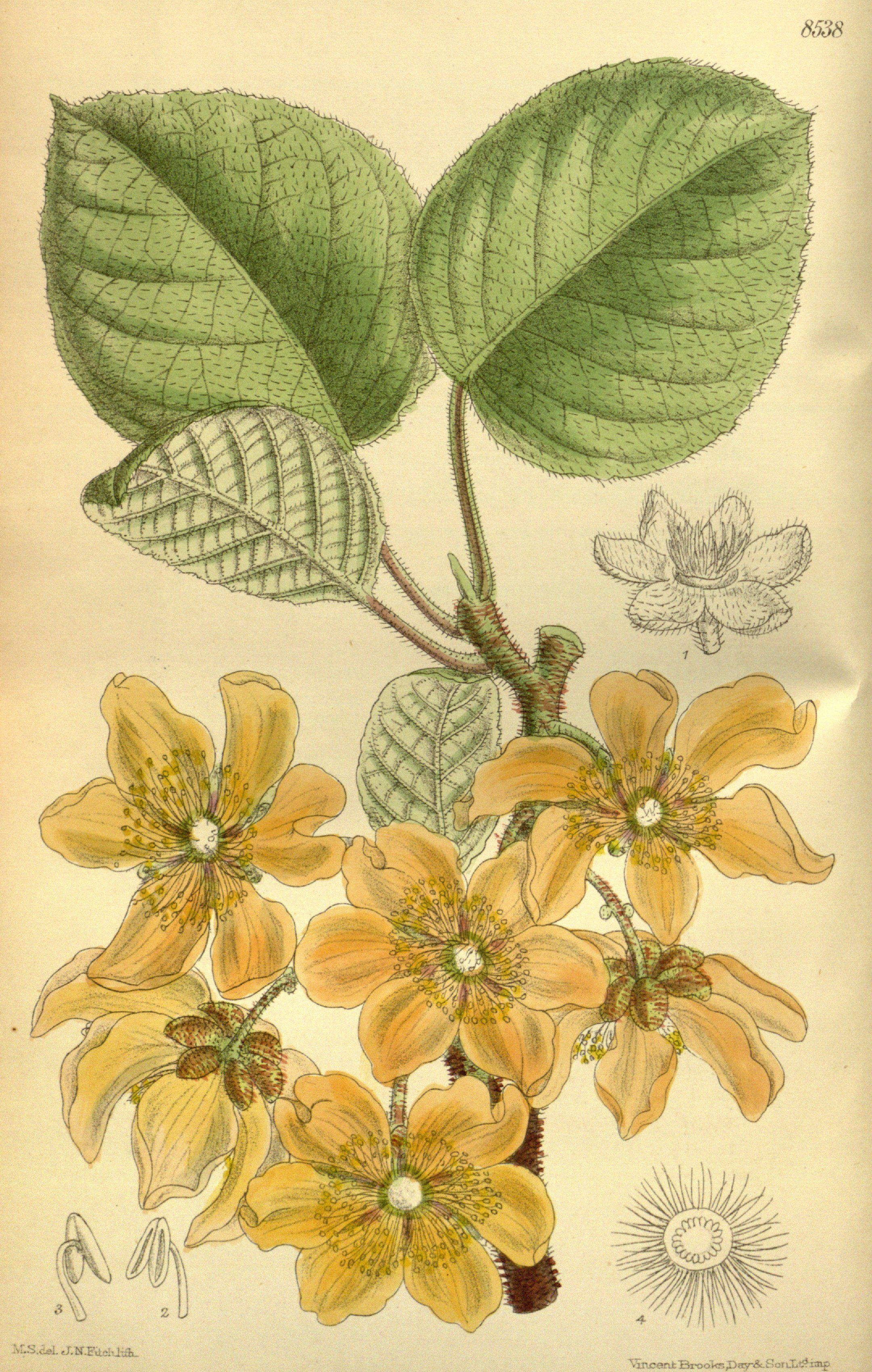
Ilustración

## Hábitat
En su hábitat nativo, A. chinensis crece como matorral en bosques espesos de robledal (principalmente Quercus aquifolioides, Q. oxyodon o Q. lamellosa), así como en bosques secundarios y malezas. Prefiere situarse en pendientes, le gusta también crecer en barrancos en alturas de 200-2300 metros.

## Origen
El origen de A. chinensis puede estar en Hubei o Sichuán, aunque en la actualidad se encuentra disperso por todo el sureste del país. Fue exportado de China a Nueva Zelanda en 1904. Se cultivó comercialmente por primera vez en Nueva Zelanda, donde se ha criado comercialmente junto con la especie A. deliciosa.

## Usos
Se hace papel de la corteza.  Si se quita la corteza cercana de la raíz y se coloca en cenizas calientes, se hace muy dura y puede ser utilizada como un lápiz. Se dice que la planta  tiene propiedades insecticidas.

## Taxonomía
Actinidia chinensis fue descrita por Jules Émile Planchon y publicado en London Journal of Botany 6: 303. 1847.
Variedades
- Actinidia chinensis var. chinensis
- Actinidia chinensis var. setosa H.L.Li

Sinonimia
- Actinidia chinensis f. jinggangshanensis C.F.Liang
- Actinidia chinensis var. jinggangshanensis (C.F.Liang) C.F.Liang & A.R.Ferguson
- Actinidia chinensis f. rufopulpa C.F.Liang & R.H.Huang
- Actinidia chinensis var. rufopulpa (C.F.Lianf & R.H.Huang) C.F.Liang & A.R.Ferguson[6]